# Michael Bjørk
Michael Bjørk (Vanløse 1950) er en dansk forfatter der har skrevet digte, noveller og prosa.

## Baggrund
Han voksede op i en kreativ familie. Hans far var tegner, maler, teater- og filmmand. Michaels mor var også tegner. Deres kreds bestod af malere fra Cobra-gruppen, forfattere, udgivere, og andre kunstnere. Dette påvirkede hans opvækst.

## Oversætter
Han oversætter publikationer til dansk. Han arbejder som oversætter hos Vagttårnets Bibel- og Traktatselskab i Holbæk.

## Skribent
Han har skrevet noveller og digte. Han har også deltaget i konkurrencer ved Kristeligt Dagblad. Enkelte af hans værker blev netop trykt i denne avis. 

## Hans værker
Nogle af hans værker er udgivet i bogform. Michael Bjørk vandt et antal priser for sine værker. I 2000 vandt han førstepræmie ved Teknologirådets kronikkonkurrence og han vandt en præmie for sin artikel Bøgernes villavej ved en kronikkonkurrence in 2002.
Hans værker er:
- "Voices of a Troubled Century" (1999 Gramma, digte) (engelsk)
- "Stengæsten og andre noveller" (2003 Gramma, noveller)
  - Stengæsten
  - En sag af betydning
  - En regnskov til
  - Chokolade fra en fremmed
  - I morgen har du det bedre
- "Metrolinjer" (2003 Gramma, digte)

Han skrev også nogle artikler i aviser:
- Jul uden jul [5]
- Da luften brændte [6]
- Vi vil være neutrale [7]